# Times Colonist
Le Times Colonist est un journal quotidien anglophone publié à Victoria, en Colombie-Britannique (Canada). Il fut formé par la fusion en 1980 du Victoria Daily Times, fondé en 1884, et du British Colonist, établi en 1858 (Amor De Cosmos, le deuxième premier ministre de la Colombie-Britannique, était le fondateur de ce dernier).
Le Times Colonist fait partie de Glacier Média (en), une compagnie dont le siège social est à Colombie-Britannique, à Victoria. Avant 2009, le journal faisait partie du groupe Canwest.
Les nouvelles locales occupent une place prépondérante dans le Times Colonist. Les articles et photographies concernant la grande région de Victoria font souvent la manchette en première page. Toutefois, le journal publie également des nouvelles nationales et internationales, ainsi que des sections concernant les arts, les sports et les affaires.
Le Times Colonist est publié six jours par semaine, du mardi au dimanche; avant juin 2009, il était publié sept fois par semaine. Il est vendu par abonnement et aux points de vente de presse. Il s'agit du seul journal quotidien de la région produit par des journalistes locaux. Il existe également un quotidien gratuit produit par le groupe Black Press, qui publie une chaîne de journaux communautaires locaux, mais il est presque remplit exclusivement par des articles provenant des agences de presse et contient peu de contenu local.
Le Times Colonist a également été le récipiendaire de plusieurs prix provinciaux et nationaux. Le Times Colonist et le Vancouver Sun furent corécipiendaires du prix 2005 de la Jack Webster Foundation pour le meilleur reportage de nouvelles. Les prix Webster sont considérés comme le prix le plus prestigieux en journalisme britanno-colombien. Le Times Colonist a été également mis en nomination pour deux prix National Newspaper en 2005, considéré comme l'honneur le plus prestigieux en journalisme canadien.